# Edgar Baes
Edgar Alfred Baes (Oostende, 24 juni 1837 – Elsene, 12 februari 1909) was een traditioneel Belgisch kunstschilder, graficus, kunstcriticus en kunsthistoricus uit de 19de eeuw.

## Persoonlijk
Baes was de zoon van Pierre François (geboren ca. 1802), eerste besteller bij de dienst Douane en Accijnzen, en van Silvie Octavie Dutoict (geboren ca. 1808). Zijn jongere broer Lionel Baes ( geboren 1839) was eveneens kunstschilder. Edgar Baes bleef ongehuwd. Hij woonde lange tijd samen met zijn broer op diverse adressen in de Brusselse agglomeratie. Edgar Baes was officier van het Academisch Korps van Parijs en Officier de l'Instruction Publique. Hij is op 71-jarige leeftijd overleden in zijn woonhuis in de Werystraat 17 te Elsene.

## Onderricht en kunstenaarskring
Zijn vroegste kunstonderricht ontving Baes wellicht in de Oostendse Tekenschool, die geleid werd door Michel Van Cuyck. Daarna studeerde hij aan de Brusselse Academie voor Schone Kunsten. Na zijn studie bleef Baes te Brussel wonen, samen met zijn broer.
In augustus 1883 namen beiden deel aan de stichting van de Cercle des Aquarellistes et des Aquafortistes Belges in het café A la Porte Verte te Brussel. De belangrijkste leden waren Euphrosine Beernaert, Jean Capeinick, Auguste Danse, Willy Finch, Hagemans, Lynen, Titz en Van Camp. Baes was secretaris van deze kring, die tal van kleinere tentoonstellingen inrichtte, o.a. in het Paleis voor Schone Kunsten te Brussel.
In 1885 stuurde de vereniging een kader met werk van leden naar het Salon te Antwerpen. Edgar Baes' etsen Herinnering aan de Marne (1874) en Sint-Jansvuren (1875) waren er samen in één kader te zien met werken van Lionel Baes, E. De Muynck, F. Jasinski, A. Numans en P.E.M. Parmentier.

## Oeuvre
Baes beoefende tal van schilderkunstige genres: (pseudo)-historische taferelen, genrestukken, landschappen, marines, portretten, etc. Tal van Italiaanse scènes herinneren aan zijn vele reizen naar het zuiden. Zijn bekendste schilderijen zijn: Spaans avonturier uit 1566, Armen van het klooster, Maaltijd van den ouden jonkman, Het mirakel van Fiere Margriet te Leuven, Portret van Henri met de Bles, Portret van Joachim Patinir, Portret van Paul Bril, Sneeuweffect, Avond te Nieuwendijk, Uitgedroogd moeras, Avond nabij Brandenburg, Weg in de Kempen, Gezicht te Amalfi, Boten te Vrouwvliet, Schelde te Terneuzen, Kusten van Normandië, Vissersboot varend naar de haven, Hollandse schepen, Schelde te Hemiksem, De Schelde 's morgens, Schip in nood voor Cap Blanc-Nez, Boom op de Rupel bij zonsondergang, Windhoos in de duinen.
Van Baes zijn vele aquarellen en enkele etsen bekend, waaronder Het lijk van Maria van Bourgondië te Brugge getoond (1872), Dood van Philips de Stoute (1873), Overstroming (1873), Herinnering aan de Marne (1874), Vijvers van Groenendaal (1876), Sint-Jansvuren (1875) en Moeras.
Voor zijn promotie als kunstenaar was hij, net zoals zijn collega’s, aangewezen op het circuit van de Driejaarlijkse Salons, die om beurt te Brussel, Gent en Antwerpen gehouden werden; daarnaast stuurde hij frequent werken in naar tentoonstellingen in de provinciesteden.
Baes was een echte kleinmeester, technisch stevig onderlegd, maar volledig naar de romantisch-realistische smaak van het publiek toewerkend.

## Kunstcriticus en -schrijver
Als kunstcriticus schreef hij geregeld bijdragen in gespecialiseerde tijdschriften zoals Le Carillon in de periode 1901-08, La Fédération Artistique in de jaren 1894-1900 en Journal des Beaux-Arts in 1885-87, met een eerder traditionele opstelling.
Als romancier en kunsthistorisch auteur schreef Baes onder meer: L’art primitif français et le style de Flandre et de Bourgogne; Le symbole et l'allegorie dans la figuration de la pensée (1898); Les sept lueurs d'Elohim; La famille Floris; een verhandeling over de basiskenmerken van de Vlaamse Schilderschool die in 1863 bekroond werd door de Académie: Sur les caractères constitutifs de l'Ècole flamande de Peinture (Mémoires couronnés et Mémoires des savants étrangers, t. 32 (1864-1865); Histoire de la peinture de paysage XIV-XVI siècle, artiste peintre et graveur, in: Annales de la Société Royale des Beaux-Arts et de Littérature de Gand, jg. 13 (1873-1874), en een studie over de Franse 18de-eeuwse schilderkunst L'Art français du XVIIIe siècle et son règne en Europe (1904). Samen met verschillende andere auteurs schreef hij in 1899 James Ensor, peintre et graveur. Hij is eveneens de auteur van Mémoire sur les caractères constitutifs de l'École flamande de peinture (1865), La Peinture flamande et son enseignement sous le régime des confréries de St-Luc, Le Séjour de Rubens et de Van Dyck en Italie (1878), L'Art nouveau dans l'ornementation et le décor (1903),

## Afbeeldingen

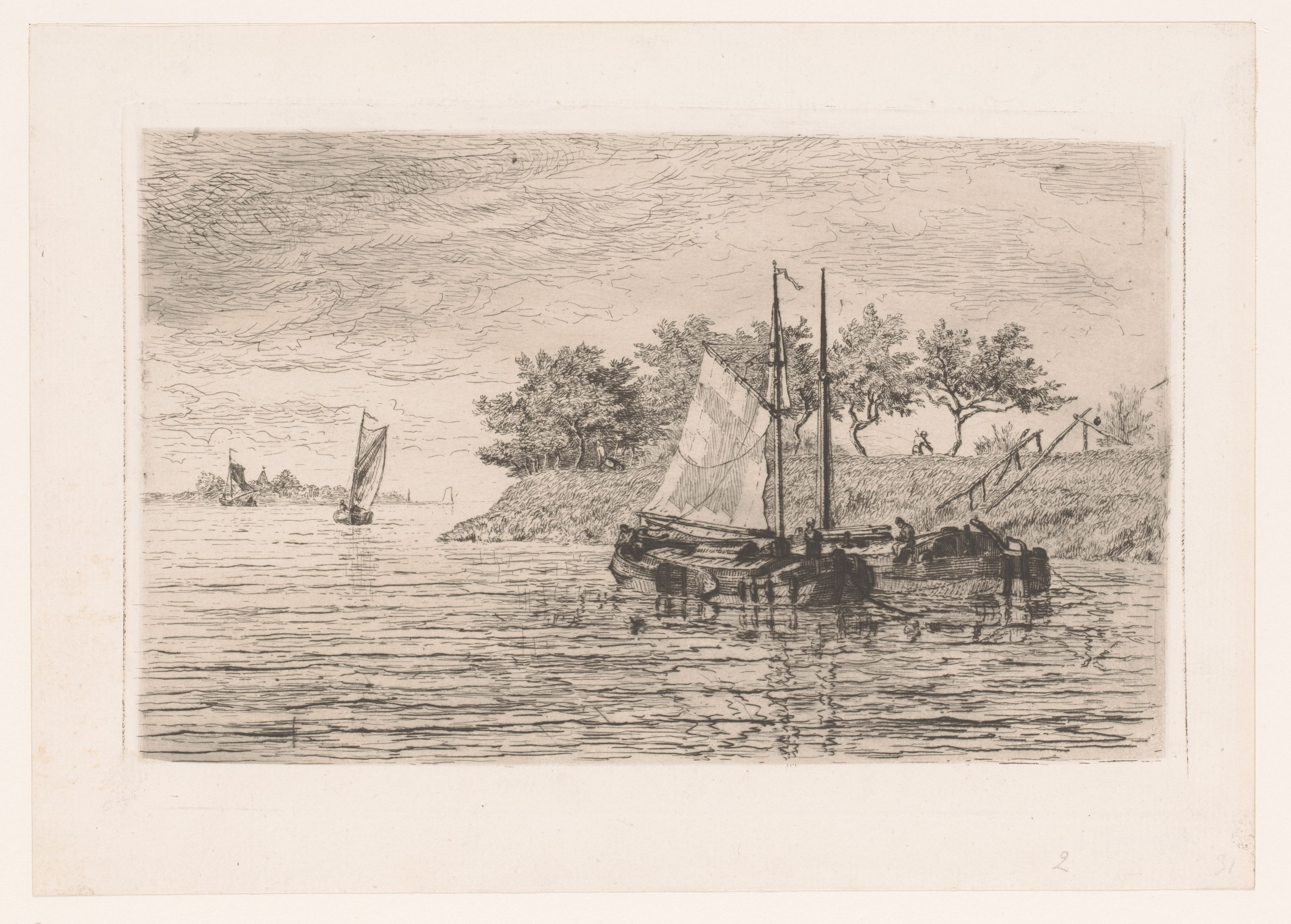
Zeilboten op een rivier, ets
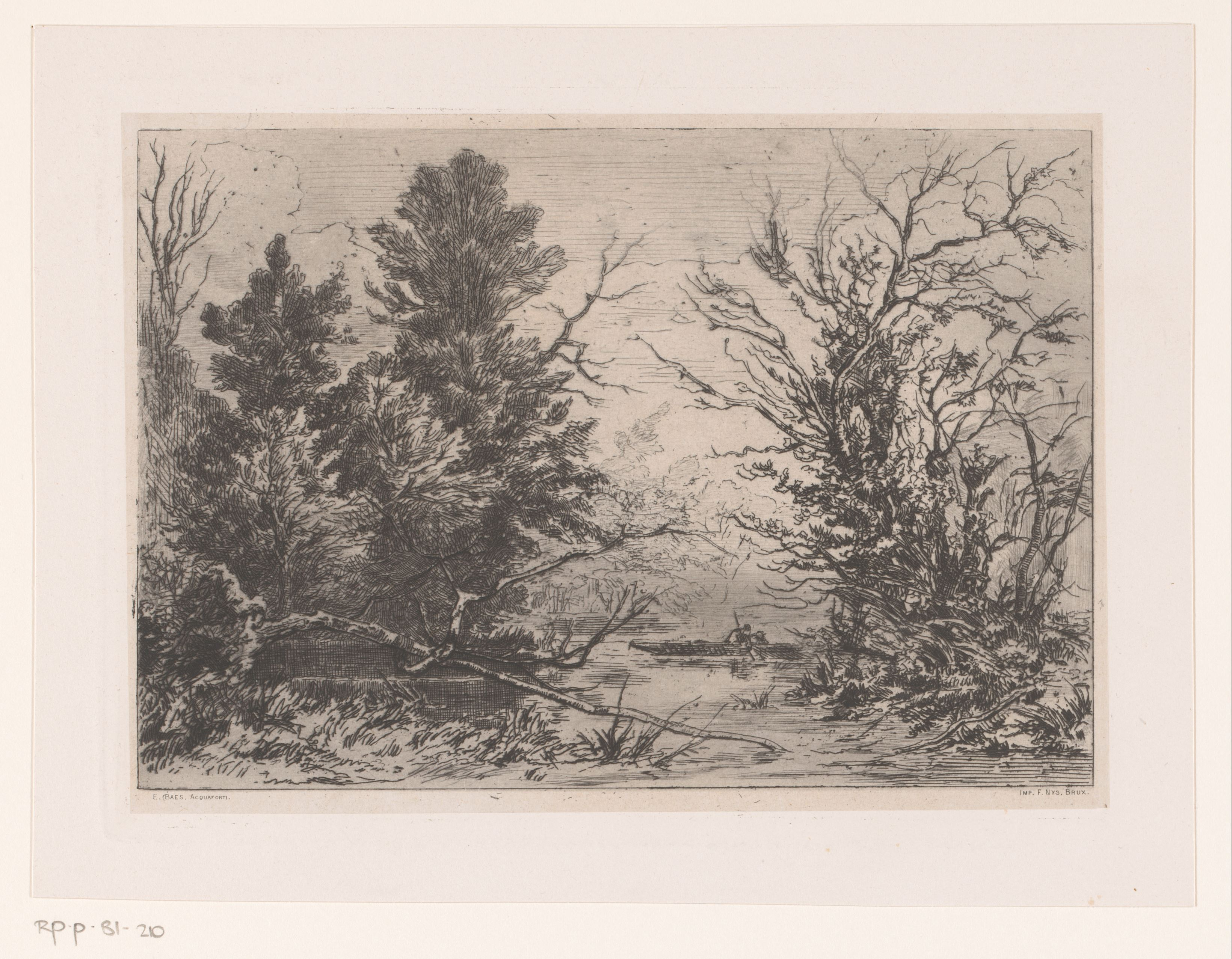
Boslandschap met vijver en roeiboot, ets
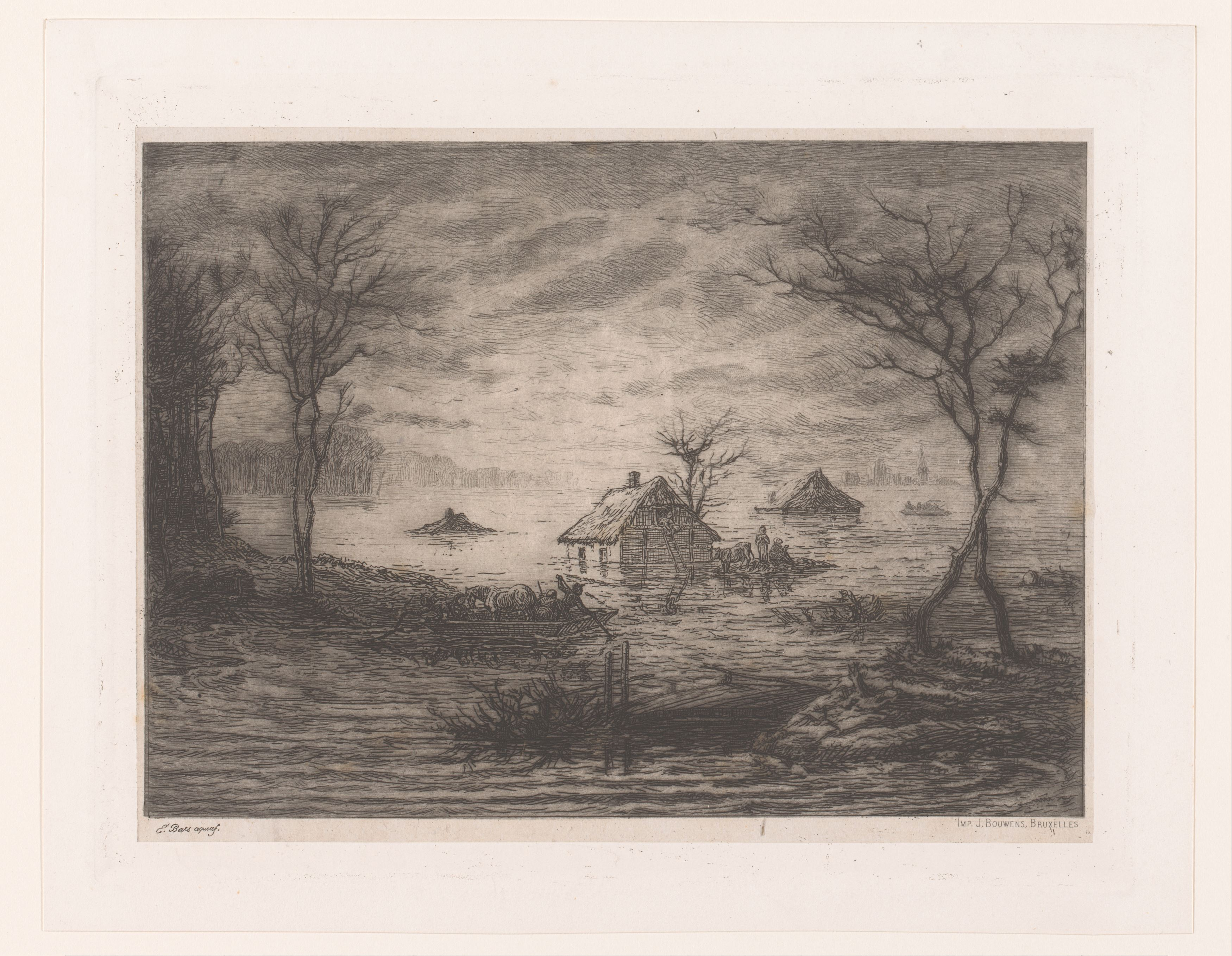
Overstroming en evacuatie, ets
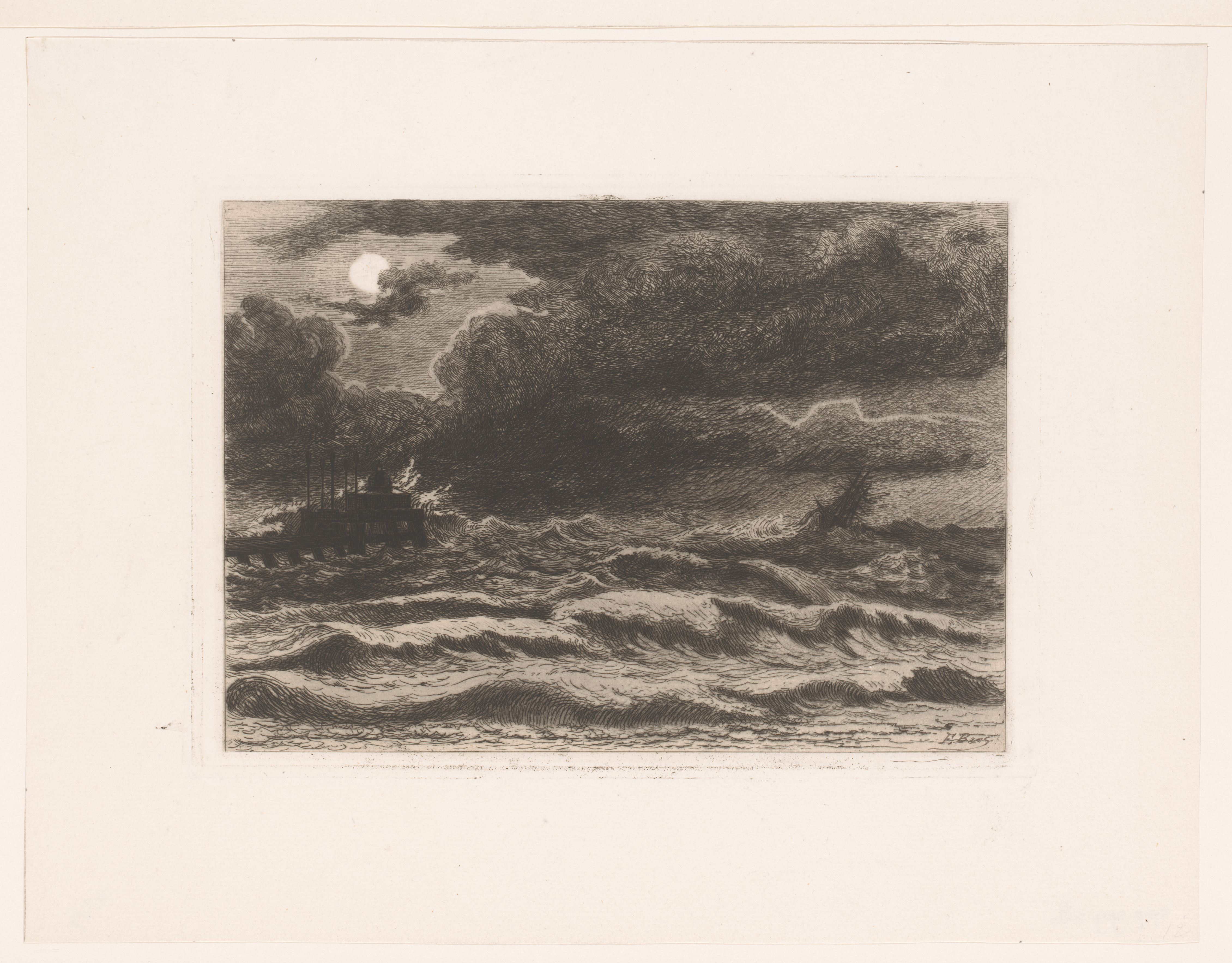
Schip in nood bij een haven, ets